# Јоже Миртич
Јоже Миртич Зидар (Љубљана, 20. октобар 1912 — Добличе, код Чрномеља, 14. новембар 1944) био је учесник Народноослободилачке борбе и народни херој Југославије.

## Биографија
Рођен је 20. октобра 1912. у Љубљани. Његов отац Јоже био је железничар. Након завршене основне школе, наставио је школовање у Грађанској школи. Годину дана је био машинбраварски шегрт, а потом је уписао Средњу техничку школу, грађевински одсек. Као ученик, био је члан скаутске организације, која је била под утицајем хришћанских социјалиста. Како је ова организација, политички све више скретала у лево, власти Краљевине Југославије су је 1933. забраниле.
Након завршене средње школе, све до 1937. радио је у Управи за путеве у Птују. Потом је отишао на одслужење војног рока, где је завршио курс за резервне пешадијске официре. После завршетка војног рока, вратио се у Љубљану, где се привремено запослио у управи Дравске бановине.
Након окупације Југославије, 1941. прикључио се Ослободилачком фронту Словеније (ОФ) и био изабран за члана руководства ОФ у установи где је био запослен. За потребе ослободилачког покрета, радио је на запошљавању и збрињавању избеглица из дела Словеније, који се налазио под немачком окупацијом. Због успешног рада и залагања, почетком 1942. је био кандидован за члана Комунистичке партије Словеније (КПС).
У пролеће 1942, руководио је изградњом шумског пута на Мокрецу, на Љубљанском барју. Овде је успоставио везу са партизанима и снабдевао их разним материјалом, а највише експлозивом. У договору са партизанима, половином маја 1942. је обуставио радове и отишао у партизане, где је ступио у Робску чету Другог батаљона Нотрањског партизанског одреда. Као стручњак за мине, убрзо је постао водник минерског вода и извршио многе успешне саботаже. Средином јуна 1942, постао је командир чете, али је након месец дана постао заменик команданта Другог батаљона Кримског партизанског одреда. Крајем јула 1942. постао је командант батаљона, а истог месеца је примљен у чланство Комунистичке партије.
У току непријатељске офанзиве, која је почела 16. јула 1942. успешно је командовао батаљоном и успео да га сачува од уништења. Када је почетком октобра 1942. од Кримског и Кочевског одреда поново формиран Нотрањски партизански одред, постао је командант његовог Другог батаљона са којим је 6. октобра 1942. ступио у састав тада формиране Друге словеначке ударне бригаде Љубо Шерцер. Ова бригада се током зиме 1942/43. истакла у нападима на упоришта Беле гарде. Код села Покојишче, командовао је батаљоном и натерао Италијане у бекство. Том приликом заробљено је 20 пушака и два пушкомитраљеза. Потом је учествовао у нападима на непријатељска упоришта у Добцу код Церкнице и на Топлу код Блока.
Јула 1943. је са својим батаљоном, четири дана учествовао у одбрани положаја, које је непријатељ засипао бомбама из авиона. Повукао се тек када је примио наређење команданта бригаде. Истог месеца његов је батаљон, у време напада на немачки аеродром Церкље, заузео непријатељско упориште Брод. Када је Врховни штаб НОВ и ПОЈ 1. маја 1943. увео прве чинове у НОВЈ добио је чин мајора. За заменика команданта бригаде постављен је 1. августа 1943, а крајем истог месеца је као способан војни руководилац, био упућен на Виши официрски курс при Главном штабу НОВ и ПО Хрватске. Након завршеног официрског курса, 30. септембра 1943. постављен је за команданта Осме словеначке ударне бригаде Франц Лествик, која је формирана почетком месеца.
Октобра 1943. са Осмом словеначком бригадом прешао је преко италијанско-немачке демаркационе линије и на њој је срушио два мања упоришта, а почетком новембра је са југоистока извршио напад на Љубљану. У време немачке офанзиве, која је убрзо отпочела, био је рањен, али се након свега неколико дана вратио на дужност. Током зиме 1943/44, када су две бригаде 18. словеначке дивизије отишле у Горски Котар, његова бригада је учествовала у опсади Кочевја, чиме је бранио позадину Девете и Десете словеначке бригаде.
Крајем марта 1944. био је премештен за команданта Прве бригаде Војске државне безбедности, која је била претеча Корпуса народне одбране Југославије (КНОЈ). Почетком октобра 1944. постављен је за начелника Штаба Словеначке дивизије државне безбедности. Половином новембра, домобранске снаге су из Кочевја кренула према Белој крајини. Миртич се тада налазио у Штабу дивизији у селу Добличе, код Чрномеља. Ујутро 14. новембра 1944. две непријатељске колоне су се грешком сукобиле и почеле да пуцају једна на другу. Одмах потом, Миртич је распоредио борце на положаје изнад Добличе, али је непријатељ био знатно јачи. У тешкој борби, био је рањен и заробљен. Када су га домобрани препознали, усекли су му у лице петокраку звезду. Умро је истог дана од последица мучења.
Указом председника ФНР Југославије Јосипа Броза Тита 27. новембра 1953. проглашен је за народног хероја.